# Кобринське
Кобринське (рос. Кобринское) — селище у Гатчинському районі Ленінградської області Російської Федерації.
Населення становить 1164 особи. Належить до муніципального утворення Кобринське сільське поселення.

## Географія
Населений пункт розташований на південній околиці міста Санкт-Петербурга.

## Історія
Згідно із законом від 16 грудня 2004 року № 113—оз належить до муніципального утворення Кобринське сільське поселення.

## Населення
| 1959  | 1970  | 1979  | 1989  | 1997 | 2002  | 2007  |
| ----- | ----- | ----- | ----- | ---- | ----- | ----- |
| 3097  | ↘1353 | ↘1267 | ↘1176 | ↘800 | ↗1164 | ↘1130 |
| 2010  | 2014  | 2017  |       |      |       |       |
| ↗1232 | ↘1225 | ↘1164 |       |      |       |       |